# Olo Brown
Olo Max Brown (Apia, 24 ottobre 1967) è un ex rugbista a 15 neozelandese di origine samoana, pilone di Auckland, degli Blues e degli All Blacks dei quali fu finalista alla Coppa del Mondo di rugby 1995.

## Biografia
Nativo di Apia, allora Samoa Occidentali, crebbe ad Auckland, nella cui formazione provinciale iniziò a giocare nel 1989; all'epoca lavorava come ragioniere.
Nel 1992 esordì negli All Blacks nel ruolo di pilone e prese parte alla Coppa del Mondo di rugby 1995 in cui la Nuova Zelanda giunse seconda.
Passato professionista, entrò nella franchise di Auckland dei Blues con cui vinse le prime due edizioni del neonato Super 12.
Un infortunio subìto nel 1998 lo costrinse al ritiro de facto, anche se mai formalmente annunciato.
La sua controparte inglese Jason Leonard, veterano della prima linea con più di 100 presenze internazionali, definì Brown tra gli avversari più duri mai incontrati: «era … incredibilmente forte. Tutto quello che voleva era ricacciarti la testa su per la spina dorsale».
Dalla fine dell'attività agonistica esercita la professione di avvocato.

## Palmarès
- Super Rugby: 2
Blues: 1996, 1997
- National Provincial Championship: 6
Auckland: 1989, 1990, 1993, 1994, 1995, 1996